# Nycticorax caledonicus
El martinete canelo o garza nocturna caledónica (Nycticorax caledonicus) es una especie de ave pelecaniforme de la familia Ardeidae. Se distribuye en Indonesia, Filipinas, Nueva Guinea, Melanesia, y en gran parte de Australia, excepto el interior árido. Una pequeña colonia también se ha establecido cerca de Wanganui, Nueva Zelanda

## Subespecies
Se reconocen las siguientes subespecies:
- N. c. caledonicus (Gmelin, 1789), Nueva Caledonia.
- N. c. crassirostris Vigors, 1839 (extinto), islas Bonin.
- N. c. hilli Mathews, 1912,	Australia y Nueva Guinea, oeste de Java.
- N. c. mandibularis Ogilvie-Grant, 1888, el archipiélago de Bismarck y las Islas Salomón.
- N. c. manillensis Vigors, 1831, Filipinas, Borneo y Sulawesi.
- N. c. pelewensis Mathews, 1926, Palaos y las islas Carolinas.